# کریسی هایند
کریستین الن هایند (به انگلیسی: Christine Ellen Hynde) (زاده ۷ سپتامبر ۱۹۵۱) خواننده و ترانه‌سرا و موسیقی‌دان آمریکایی است. او یکی از اعضای مؤسس و خواننده اصلی، گیتاریست، و ترانه‌سرای اصلی گروه راک پرتندرز، و یکی از دو عضو اصلی باقی مانده گروه در کنار درامر مارتین چمبرز است.
هایند در سال ۱۹۷۸، با پیت فارندون، جیمز هانیمن-اسکات و چمبرز، Pretenders را تشکیل داد. او همچنین تعدادی آهنگ با نوازندگان دیگر از جمله فرانک سیناترا، چر و UB40 منتشر کرده‌است و آلبوم انفرادی استکهلم را در سال ۲۰۱۴ منتشر کرد. هایند در سال ۲۰۰۵ به عنوان عضوی از Pretenders وارد تالار مشاهیر راک اند رول شد. او در سال ۱۹۸۵ در Live Aid اجرا کرد.

## اوایل زندگی
هایند در آکرون، اوهایو، دختر یک منشی پاره وقت و یک مدیر صفحات زرد به دنیا آمد. او از دبیرستان فایرستون در آکرون فارغ‌التحصیل شد، اما اظهار داشت که «من هیچ وقت خیلی به دبیرستان علاقه نداشتم. منظورم این است که من هرگز به رقص نرفتم، هرگز قرار ملاقات نرفتم، هرگز ثابت نرفتم. برای من خیلی افتضاح شد البته به جز اینکه می‌توانستم بروم گروه‌های موسیقی را ببینم، و این همان ضربه بود. من فقط برای دیدن هر گروهی به کلیولند می‌رفتم؛ بنابراین من خیلی وقت‌ها عاشق بودم، اما بیشتر با بچه‌هایی در گروه‌هایی که هرگز ندیده بودم. برای من، دانستن اینکه برایان جونز آنجا بود، و بعداً اینکه ایگی پاپ آنجا بود، علاقه‌مندی بیش از حد به افراد اطرافم را برایم سخت کرد. من چیزهای بزرگتری در ذهن داشتم.»

## در آغاز کار
هایند به ضد فرهنگ هیپی، عرفان شرقی و گیاهخواری علاقه‌مند شد. در حالی که به مدت سه سال در مدرسه هنر دانشگاه ایالتی کنت حضور داشت، به گروهی به نام سات پیوست. آفتاب. Mat.، که شامل Mark Mothersbaugh، بعدها از Devo بود. هایند همچنین در ۴ مه ۱۹۷۰ در کشتار دانشگاه کنت گرفتار شد که در آن دوست پسر یکی از دوستانش در میان چهار قربانی بود.
هایند در سال ۱۹۷۳ به لندن نقل مکان کرد. او با سابقه هنری خود در یک شرکت معماری مشغول به کار شد اما پس از هشت ماه آن را ترک کرد. در آن زمان بود که او با نیک کنت، روزنامه‌نگار راک آشنا شد و در مجله موسیقی New Musical Express , مشغول به کار شد، و آنچه را که متعاقباً به عنوان «پیش‌گیری فلسفی نیمه کاره و طنزهای بی‌معنی» توصیف کرد، به دست آورد. ثابت شد که این کار دوام نیاورد و هایند بعداً در فروشگاه پوشاک کمتر شناخته شده مالکوم مک لارن و ویوین وست وود، SEX، مشغول به کار شد. در یک نقطه او سعی کرد استیو جونز و سپس جانی راتن (از Sex Pistols که توسط مک لارن مدیریت می‌شد) را متقاعد کند که با او ازدواج کنند تا برای او مجوز کار بگیرند. در نسخه هایند از این قسمت آمده‌است که جونز «پیشنهاد کرد که با من به یک دفتر ثبت احوال برود و کارهای غیرقابل ذکر را انجام دهد» اما زمانی که او بعداً از آن خارج شد، راتن داوطلب شد تا جای او را بگیرد. به محض ورود به دفتر ثبت احوال صبح روز بعد، آنها متوجه شدند که «به دلیل تعطیلات طولانی تعطیل است» و به دلیل حضور ویسیوس در دادگاه نتوانستند روز بعد در آن شرکت کنند. هایند سپس قبل از بازگشت به کلیولند در سال ۱۹۷۵، سعی کرد یک گروه در فرانسه راه اندازی.
او در سال ۱۹۷۶ برای تشکیل یک گروه به فرانسه بازگشت اما موفق نشد. او کنت را به مقصد مایکل فراجی مِمی، نوازنده باس گروه فرانسوی ترک کرد و به آن پیوست. برای یک نمایش در تئاتر المپیا، زمانی که خواننده آنها را ترک کرد، او وظایف خواننده را بر عهده گرفت. او در میانه جنبش پانک اولیه به لندن بازگشت. در اواخر سال ۱۹۷۶، هایند به تبلیغی در Melody Maker برای اعضای گروه پاسخ داد و در یک استماع گروه شرکت کرد که تبدیل به ۹۹۹ شد. جان ماس (که بعداً در کلاب فرهنگ حضور داشت) و تونی جیمز از نسل X نیز تست دادند. بعدها، هایند سعی کرد گروهی را با میک جونز از کلش راه اندازی کند.
پس از عدم موفقیت با گروه، مالکوم مک لارن او را به عنوان نوازنده گیتاریست در Masters of the Backside قرار داد، اما از او خواسته شد تا گروه را ترک کند، همان‌طور که گروه د دمند شد. پس از یک طلسم کوتاه در گروه جانی موپد، میک جونز از هایند دعوت کرد تا در تور اولیه خود در بریتانیا به گروهش بپیوندد. هایند آن دوره را به یاد می‌آورد: «عالی بود، اما قلبم داشت می‌شکست. خیلی دلم می‌خواست در یک گروه باشم. و رفتن به همه کنسرت‌ها، دیدن آن از نزدیک، زندگی در آن و نداشتن گروه برای من ویران کننده بود. وقتی رفتم، گفتم: «خیلی ممنون که به من اجازه دادی بیایم» و برگشتم و با گریه در مترو در سراسر لندن رفتم. تمام افرادی که در شهر می‌شناختم، همه در گروه‌های موسیقی بودند. و من آنجا بودم، مثل بازنده واقعی، می‌دانید؟ واقعاً بازنده.»
هایند همچنین مدت کوتاهی را با گروه پانک Moors Murderers در سال ۱۹۷۸ گذراند. این گروه که به نام The Moors Murders (یک جفت قاتل کودک) نامگذاری شده بود، متشکل از خواننده آینده Visage استیو استرنج در خواننده، وینس الی درام و مارک رایان (معروف به نام مستعار). The Kid) و Hynde در گیتار. نام گروه به تنهایی برای شروع جنجال کافی بود و او به زودی از گروه فاصله گرفت، همان‌طور که در NME ذکر شده‌است. هاینده گفت: «من در گروه نیستم، فقط با آنها تمرین کردم». او اظهار داشت که «استیو استرنج و سو کت وومن ایده گروه را داشتند و از من خواستند که در گیتار به آنها کمک کنم، که این کار را انجام دادم، هرچند که گروه خودم را جمع می‌کردم و هنوز هم هستم.»

## مدعیان

### اواخر دهه ۱۹۷۰
در سال ۱۹۷۸، هایند یک نوار دمو ساخت و آن را به دیو هیل، صاحب لیبل Real Records داد. هیل برای مدیریت حرفه‌اش وارد عمل شد و با پرداخت اجاره بهای اتاق تمرینش در کاونت گاردن، لندن، شروع به پرداخت کرد. هیل همچنین به هایند توصیه کرد که وقت خود را صرف کند و گروهی را دور هم جمع کند. در بهار ۱۹۸۷۸، هایند با پیت فارندون، گیتاریست باس آشنا شد و گروهی متشکل از جیمز هانیمن اسکات (گیتار، آواز، کیبورد) و مارتین چمبرز (درام، آواز، سازهای کوبه ای) را انتخاب کردند. نام The Pretenders از نسخه Sam Cooke آهنگ R&B Platters در سال ۱۹۵۵ " The Great Pretender " الهام گرفته شده‌است.
آنها یک نوار دمو ضبط کردند (شامل "Precious", "The Wait" و جلد Kinks , " Stop Your Sobbing ")، آن را به نیک لو، دوست هایند دادند، و یک تک آهنگ ("Stop Your Sobbing"/"The Wait") را تولید کردند. و اولین کنسرت خود را در یک باشگاه در پاریس اجرا کردند. این تک آهنگ در ژانویه ۱۹۷۹ منتشر شد و به شماره ۳۳ در بریتانیا رسید. دومین تک آهنگ "Kid" به موفقیت مشابهی در ژوئیه ۱۹۷۹ رسید. در نوامبر ۱۹۷۹، Pretenders اولین تک‌آهنگ امضای خود را با نام «Brass In Pocket» در بریتانیا منتشر کرد که در ۱۹ ژانویه ۱۹۸۰، در تاریخ ۱۹ ژانویه۱۹۸۰، در رتبه اول بریتانیا قرار گرفت. هر دو موفق شدند نمودار مشابهی در سراسر جهان داشته باشند.

### دهه ۱۹۸۰–۱۹۹۰

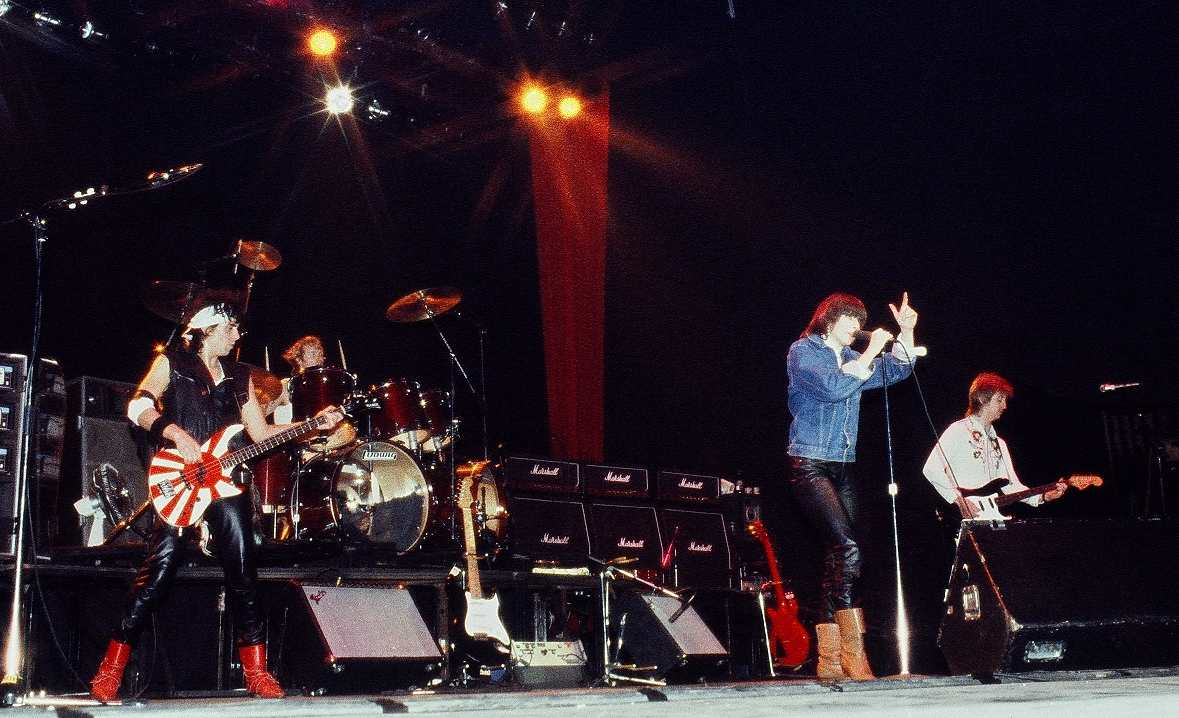
The Pretenders در حال بازی در تئاتر Dominion لندن در سال ۱۹۸۱

گروه یک آلبوم EP با عنوان Extended Play و سپس Pretenders II در اواخر تابستان منتشر کرد. " Talk of the Town " و "پیام عشق" در هر دو بود. ترکیب Pretenders در دهه آینده بارها تغییر خواهد کرد. هانیمن-اسکات در ۱۶ ژوئن ۱۹۸۲، درست چند روز پس از اخراج فارندون از گروه، بر اثر مصرف بیش از حد مواد مخدر درگذشت. خود فردون نیز سال بعد بر اثر مصرف بیش از حد مواد مخدر جان خود را از دست داد. گروه پس از اصلاح با یک ترکیب موقت برای تک آهنگ بعدی خود، " بازگشت به باند زنجیره ای "، با رابی مک اینتاش (گیتار) و مالکوم فاستر (بیس) در طول ضبط آلبوم بعدی خود، موفق جهانی Learning to کنار آمدند. خزیدن. چمبرز در اواسط دهه ۱۹۸۰ قبل از انتشار آلبوم Get Close در سال ۱۹۸۶ گروه را ترک کرد. این آلبوم شامل آهنگ‌های «مرا اشتباه نکن» و «عزیزم». در میان ترکیب همیشه در حال تغییر، Hynde به عنوان تنها مدعی اصلی تا بازگشت چمبرز در اواسط دهه ۱۹۹۰ دوام آورد. Hynde تنها عضو ثابت گروه در این دوره بود. در سال ۱۹۹۴، گروه موفقیت دیگری داشت: تصنیف " I'll Stand by You ".